# Christoph Malewski
Christoph Malewski (* 1976/1977) ist ein ehemaliger deutscher American-Football-Spieler.

## Laufbahn
Malewski spielte ab 1995 in der Jugend der Hamburg Blue Devils und dann in der Herrenmannschaft. 1996, 2001 und 2002 wurde er mit den Hamburgern deutscher Meister sowie 1996, 1997 und 1998 Eurobowl-Sieger. Er wurde 1996 als bester Spieler des Endspiels um die deutsche Meisterschaft ausgezeichnet. Der auf der Position Defensive Back eingesetzte Malewski, der 1997 in die deutsche Nationalmannschaft berufen wurde und mit dieser 2001 Europameister wurde, spielte zunächst bis 2002 bei den „Blauen Teufeln“.
Zur Saison 2003 wechselte Malewski zu den Berlin Adlern und gewann mit der Mannschaft 2004 die deutsche Meisterschaft. In der Saison 2005 spielte er für die Braunschweig Lions und wurde mit den Niedersachsen ebenfalls deutscher Meister. Zum Abschluss seiner Leistungssportlaufbahn spielte Malewski 2006 wieder für die Hamburg Blue Devils.
Zum Spieljahr 2012 wurde der auch unter seinem Spitznamen „Kolumbus“ bekannte Malewski bei den Blue Devils Mitglied des Trainerstabes und übernahm die Betreuung der Spieler auf der Position Defensive Back.